# Гринго
Гринго (шпански) је колоквијално име у Јужној Америци за туристе, или сленг који користе становници земаља шпанског или португалског говорног подручја за странце или придошлице. Временом је овај термин почео да се користи само за људе из САД или Велике Британије и постао је придев који идентификује људе са карактеристичном лепотом северних земаља.